# Logan (Montana)
Logan es un lugar designado por el censo ubicado en el condado de Gallatin en el estado estadounidense de Montana. En el Censo de 2010 tenía una población de 99 habitantes y una densidad poblacional de 76,14 personas por km².

## Geografía
Logan se encuentra ubicado en las coordenadas 45°53′3″N 111°25′25″O / 45.88417, -111.42361. Según la Oficina del Censo de los Estados Unidos, Logan tiene una superficie total de 1.3 km², de la cual 1.3 km² corresponden a tierra firme y (0%) 0 km² es agua.

## Demografía
Según el censo de 2010, había 99 personas residiendo en Logan. La densidad de población era de 76,14 hab./km². De los 99 habitantes, Logan estaba compuesto por el 97.98% blancos, el 0% eran afroamericanos, el 1.01% eran amerindios, el 0% eran asiáticos, el 0% eran isleños del Pacífico, el 1.01% eran de otras razas y el 0% pertenecían a dos o más razas. Del total de la población el 2.02% eran hispanos o latinos de cualquier raza.